# Buka

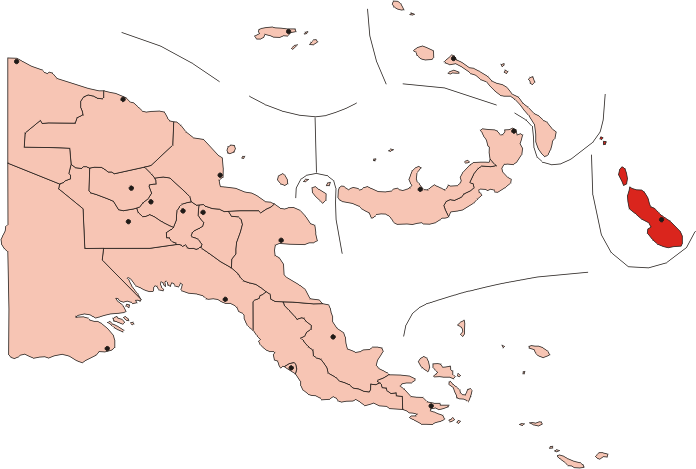
lägeskarta

Buka (eller Buka Island) är en ö i Papua Nya Guinea i västra Stilla havet.

## Geografi
Buka-ön utgör en del av den autonoma regionen Bougainville och ligger cirka 850 km nordöst om Port Moresby och endast ca 1 km nordväst om Bougainvilleön. Dess geografiska koordinater är 5°15′ S och 154°38′ Ö.
Ön är av vulkaniskt ursprung och har en area om ca 492 km² med en längd på cirka 50 km och cirka 20 km bred. Den högsta höjden är i Parkinsonbergen på cirka 500 m ö.h.
Befolkningen uppgår till ca 50.000 invånare och är främst spridd på små byar längs kusten. Huvudorten Buka ligger på öns västra del.
Utanför öns västra sida ligger några småöar med de större Hetau, Pororan, Jame och Petats.
Ön har en liten flygplats (flygplatskod "BUA") för lokaltrafik.

## Historia
Ön har troligen bebotts av melanesier sedan cirka 1500 f.Kr. Den upptäcktes av brittiske kaptenen Philip Carteret år 1767.
Området hamnade 1886 under tysk överhöghet som del i Tyska Nya Guinea. Området förvaltades till en början av handelsbolaget Neuguinea-Kompagnie.
Efter första världskriget hamnade området under australisk kontroll och Australien fick senare även officiellt mandat för hela Bismarckarkipelagen av Förenta Nationerna. 
1942 till 1945 ockuperades ön av Japan och var skådeplats för hårda strider, men återgick sedan till australisk förvaltningsmandat tills Papua Nya Guinea blev självständigt 1975.